# Răchitoasa
Răchitoasa è un comune della Romania di 4 960 abitanti, ubicato nel distretto di Bacău, nella regione storica della Moldavia.
Il comune è formato dall'unione di 15 villaggi: Barcana, Bucșa, Buda, Burdusaci, Dănăila, Dumbrava, Farcasa, Fundătura, Hăghiac, Magazia, Movilița, Oprișești, Putini, Răchitoasa, Tochilea.